# Lessistoje
Lessistoje (russisch Лесистое; deutsch früher Nassawen) ist eine Siedlung in der russischen Oblast Kaliningrad. Sie gehört zur kommunalen Selbstverwaltungseinheit Stadtkreis Nesterow im Rajon Nesterow.

## Geographische Lage
Lessistoje liegt an der Kommunalstraße 27K-074 drei Kilometer südlich von Kalinino (Mehlkehmen/Birkenmühle) am Nordostrand der Rominter Heide.
Bis 1945 war Nassawen Bahnstation an der Bahnstrecke Gumbinnen–Goldap.

## Ortsname
Die deutsche Ortsbezeichnung erinnert an die hier eingewanderten Nassauer.

## Geschichte
Aufgrund seiner Lage im Nordosten der waldreichen Rominter Heide war Nassawen damals und ist Lessistoje heute von der Forstwirtschaft geprägt. Anfänglich war die Rominter Heide von zwei „Waldbereitern“ verwaltet, die ihren Sitz in Warnen und in Nassawen hatten. Im Jahre 1910 zählte die Landgemeinde Nassawen 323 Einwohner, und im Gutsbezirk Nassawen, Oberförsterei lebten 17 Menschen. 1919 vergrößerte sich die Landgemeinde Nassawen um den Gutsbezirk Jägersthal, der eingegliedert wurde.
Am 30. September 1929 wurde ein Teil des Gutsbezirks Nassawen, Forst in die neu gebildete Landgemeinde Schwentischken umgegliedert. Ein weiterer Teil des Gutsbezirks Nassawen, Forst wurde in den Gutsbezirk Rominter Heide, Anteil Kr. Stallupönen, Forst eingegliedert. 
1933 lebten in Nassawen insgesamt 350 Einwohner, deren Zahl bis 1939 auf 403 anstieg. Ab 1. April 1938 gehörte das Oberforstamt Rominter Heide mit Dienstsitz in Nassawen nicht mehr zur allgemeinen Forstverwaltung, sondern war dem Reichsjagdamt in Berlin und damit dem Reichsjägermeister Hermann Göring unterstellt. Zu diesem Forstamt gehörten die Forstämter Nassawen, Warnen, Rominten und Schittkehmen, und ab 1939 auch Unterfelde. 
Nassawen gehörte bis 1945 zum Landkreis Stallupönen (1938–1946 Landkreis Ebenrode) im Regierungsbezirk Gumbinnen der preußischen Provinz Ostpreußen.
Infolge des Zweiten Weltkrieges kam Nassawen unter sowjetische Administration. Im Jahr 1947 erhielt der Ort die russische Bezeichnung Lessistoje und wurde gleichzeitig dem Kalininski selski Sowet im Rajon Nesterow zugeordnet. Von 2008 bis 2018 gehörte Lessistoje zur Landgemeinde Tschistoprudnenskoje selskoje posselenije und seither zum Stadtkreis Nesterow.

### Amtsbezirk Jägersthal/Nassawen
Am 24. Juni 1874 wurde – als Vorgänger des späteren Amtsbezirks Nassawen – der Amtsbezirk Jägersthal gebildet. Zu den „Gründer-“orten gehörten damals neun Landgemeinden und ein Gutsbezirk:
| Name (bis 1938)                 | Name (1938–1946) | Heutiger Name | Bemerkungen                                 |
| ------------------------------- | ---------------- | ------------- | ------------------------------------------- |
| Landgemeinden:                  |                  |               |                                             |
| Aszlauken, ab 1936 Aschlauken   | Kalkhöfen        | --            |                                             |
| Damerau                         | Damerau          | --            |                                             |
| Grünwalde                       | --               | --            | 1937 in die Gemeinde Damerau eingegliedert  |
| Klein Grigalischken             | --               | --            | 1896 nach Aszlauken eingemeindet            |
| Krajutkehmen                    | Dürrfelde        | Woikowo       |                                             |
| Nassawen                        | Nassawen         | Lessistoje    |                                             |
| Neuteich                        | --               | --            | 1937 in die Gemeinde Damerau eingegliedert  |
| Schönbruch                      | --               | --            | 1937 in die Gemeinde Damerau eingegliedert  |
| Szinkuhnen, ab 1936 Schinkuhnen | Schenkenhagen    | Borowikowo    |                                             |
| Gutsbezirk:                     |                  |               |                                             |
| Jägersthal                      | --               | --            | 1919 in die Gemeinde Nassawen eingegliedert |

Im Jahre 1939 erhielt der Amtsbezirk Jägersthal den neuen Namen Amtsbezirk Nassawen. Bis 1945 gliederte er sich in die nunmehr fünf Gemeinden Damerau, Dürrfelde, Kalkhöfen, Nassawen und Schenkenhagen, von denen heute lediglich noch zwei als Siedlungen existieren.

### Amtsbezirk Forst Nassawen/Rominter Heide
Noch ein weiterer Amtsbezirk hatte seinen Verwaltungssitz in Nassawen und wurde auch am 24. Juni 1874 gebildet – mit dem klangvollen Namen: Amtsbezirk Königliche Forsten Nassawen. Ihn bildeten die beiden Gutsbezirke:
| Name (bis 1946) | Heutiger Name |
| --------------- | ------------- |
| Nassawen, Forst | Lessistoje    |
| Warnen, Forst   | Oserki        |

Dieser Amtsbezirk wurde später in Amtsbezirk Forstrevier Nassawen umbenannt und hieß im Jahre 1909 Amtsbezirk Nassawen Forst. Am 30. September 1929 wurde eine neue Landgemeinde Schwentischken gebildet, in die Teile der Gutsbezirke Nassawen Forst und Warnen Forst eingegliedert wurden. Auch bildete sich ein Gutsbezirk Rominter Heide, Anteil Kr. Stallupönen Forst. Am 5. März 1932 schließlich erhielt der Amtsbezirk Nassawen Forst die neue Bezeichnung Amtsbezirk Rominter Heide, Anteil Kr. Stallupönen, der 1938 den letztgültigen Namen Amtsbezirk Rominter Heide, Anteil Kr. Ebenrode bekam. 1945 bestand dieser Amtsbezirk nur noch aus dem Gutsbezirk Rominter Heide, Anteil Kr. Ebenrode Forst.

## Kirche

### Evangelisch
Nassawen mit seiner bis 1945 überwiegend evangelischen Bevölkerung war in das Kirchspiel Mehlkehmen (1938–1946 Birkenmühle) eingegliedert. Es gehörte zum Kirchenkreis Stallupönen (1938–1946 Ebenrode) in der Kirchenprovinz Ostpreußen der Kirche der Altpreußischen Union. Der letzte deutsche Geistliche war Pfarrer Peter von Freyhold.
Während der Sowjetzeit war alles kirchliche Leben untersagt. In den 1990er Jahren bildete sich in Kalinino eine neue evangelische Gemeinde, die sich der Propstei Kaliningrad in der Evangelisch-Lutherischen Kirche Europäisches Russland zuordnete. Die zuständigen Geistlichen sind die Pfarrer der Salzburger Kirche in Gussew.

### Russisch-orthodox
Lessistoje ist heute Standort einer kleinen russisch-orthodoxen Kirche, deren Gemeinde in die Diözese Kaliningrad und Baltijsk der Russisch-orthodoxen Kirche in Russland eingebunden ist.

## Persönlichkeiten des Ortes
- Eugen von Sperber (1808–1879), Politiker
- Matthias Lackner (1835–1926), Superintendent in Königsberg
- Walter Frevert (1897–1962), Forstmann in Nassawen von 1936 bis 1944, letzter Oberforstmeister der Rominter Heide